# Эрпен, Факундо
Факундо Адриан Эрпен Бариффо (исп. Facundo Adrián Erpen Bariffo; родился 19 мая 1983 года, Гуалегуайчу, Аргентина) — аргентинский футболист, защитник известный по выступлениям за клубы «Атлас» и «Институто».

## Клубная карьера

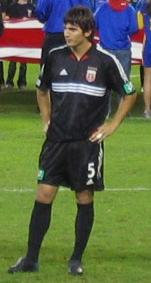
Эрпен в составе «Ди Си Юнайтед»

Эрпен начал карьеру на родине, выступая за клубы «Хувентуд Унида Университарио» и «Тальерес». 26 октября 2002 года в матче против «Нуэва Чикаго» он дебютировал в аргентинской Примере. 22 февраля 2004 в поединке против «Олимпо» Факундо забил свой первый гол за «Тальерес».
Летом 2005 года Эрпен перешёл в американский «Ди Си Юнайтед». 28 августа в матче против «Нью-Инглэнд Революшн» он дебютировал в MLS. 11 сентября в поединке против «Далласа» Факундо забил свой первый гол за столичную команду. В составе клуба он дважды подряд выиграл Supporters’ Shield.
29 июня 2007 года Эрпен был обменян в «Колорадо Рэпидз» на Грега Ванни. 23 июля в матче против «Спортинг Канзас-Сити» он забил свой первый гол за новую команду. В 2009 году Факундо присоединился к клубу USL-1 «Майами», за который сыграл всего пять матчей.
Летом того же года на правах свободного агента он подписал контракт с «Институто». 25 августа в матче против «Сан-Мартин Тукуман» Эрпен дебютировал за новую команду. 13 августа 2011 года в поединке против «Уракана» Факундо забил свой первый гол за «Институто». На родине Эрпен провёл два с половиной годы, после чего принял предложение мексиканского «Атласа». 8 января 2012 года в матче против «Пуэблы» он дебютировал в мексиканской Примере. 21 октября в поединке против «Сан-Луиса» Факундо забил свой первый гол за «Атлас». В 2013 году Эрпен помог команде выйти в финал Кубка Мексики.
В начале 2015 года Факундо перешёл в «Пуэблу». 11 января в поединке против «Тихуаны» он дебютировал за новый клуб. 21 февраля в матче против «Монаркас Морелия» Эрпен забил свой первый гол за «Пуэблу». Летом того же года Факундо на правах аренды присоединился к «Монаркас Морелия». 26 июля в матче против «Крус Асуль» он дебютировал за новый клуб. 27 сентября в поединке против «Монтеррея» Эрпен забил свой первый гол за «Монаркас Морелия». Летом 2017 года он вернулся в «Атлас».
В начале 2018 года Эрпен перешёл в «Лобос БУАП» на правах аренды. 8 января в матче против «Сантос Лагуна» он дебютировал за новую команду.

## Достижения
Командные
 «Ди Си Юнайтед»
- Обладатель Supporters’ Shield — 2006, 2007